# Бройер, Ренате
Ренате Бройер (нем. Renate Breuer; 1 декабря 1939, Берлин) — немецкая гребчиха-байдарочница, выступала за сборную ФРГ в середине 1960-х — начале 1970-х годов. Участница двух летних Олимпийских игр, серебряный призёр Олимпийских игр в Мехико, чемпионка мира, серебряная и бронзовая призёрка чемпионатов Европы, победительница многих регат национального и международного значения.

## Биография
Ренате Бройер родилась 1 декабря 1939 года в Берлине. Увлёкшись греблей на байдарках и каноэ, проходила подготовку в столичном каноэ-клубе «Шарлоттенбург».
Первого серьёзного успеха на взрослом международном уровне добилась в сезоне 1965 года, когда попала в основной состав западногерманской национальной сборной и побывала на чемпионате Европы в Бухаресте, откуда привезла две награды бронзового достоинства, выигранные на дистанции 500 метров в зачёте одиночных и четырёхместных байдарок. Год спустя выступила на чемпионате мира в Восточном Берлине, где стала серебряной призёршей в четвёрках на пятистах метрах. Ещё через год на домашнем европейском первенстве в Дуйсбурге добавила в послужной список бронзовую и серебряную медали, полученные в полукилометровых гонках двоек и четвёрок соответственно.
Благодаря череде удачных выступлений Бройер удостоилась права защищать честь страны на летних Олимпийских играх 1968 года в Мехико — в одиночных байдарках на пятистах метрах преодолела предварительный этап и в решающем финальном заезде финишировала второй, завоевав тем самым серебряную олимпийскую медаль — лучше неё дистанцию прошла только советская байдарочница Людмила Пинаева.
Став серебряной олимпийской призёркой, Ренате Бройер осталась в основном составе гребной команды ФРГ и продолжила принимать участие в крупнейших международных регатах. Так, в 1969 году она отправилась представлять страну на чемпионате Европы в Москве — в итоге вернулась домой с двумя серебряными медалями, полученными на пятистах метрах в одиночках и четвёрках. В следующем сезоне соревновалась на чемпионате мира в Копенгагене, где одержала победу в двойках и стала третьей в четвёрках. В 1971 году на мировом первенстве в Белграде добыла серебряную награду в полукилометровой гонке четырёхместных экипажей.
Будучи в числе лидеров западногерманской национальной сборной, благополучно прошла квалификацию на домашние Олимпийские игры 1972 года в Мюнхене — на сей раз стартовала вместе с напарницей Росвитой Эссер в двойках на пятистах метрах и заняла в финале только лишь пятое место после СССР, ГДР, Румынии и Венгрии, немного не дотянув до призовых позиций. Вскоре по окончании этих соревнований приняла решение завершить карьеру профессиональной спортсменки, уступив место в сборной молодым немецким гребчихам.